# ملعب كونستانت فاندن ستوك

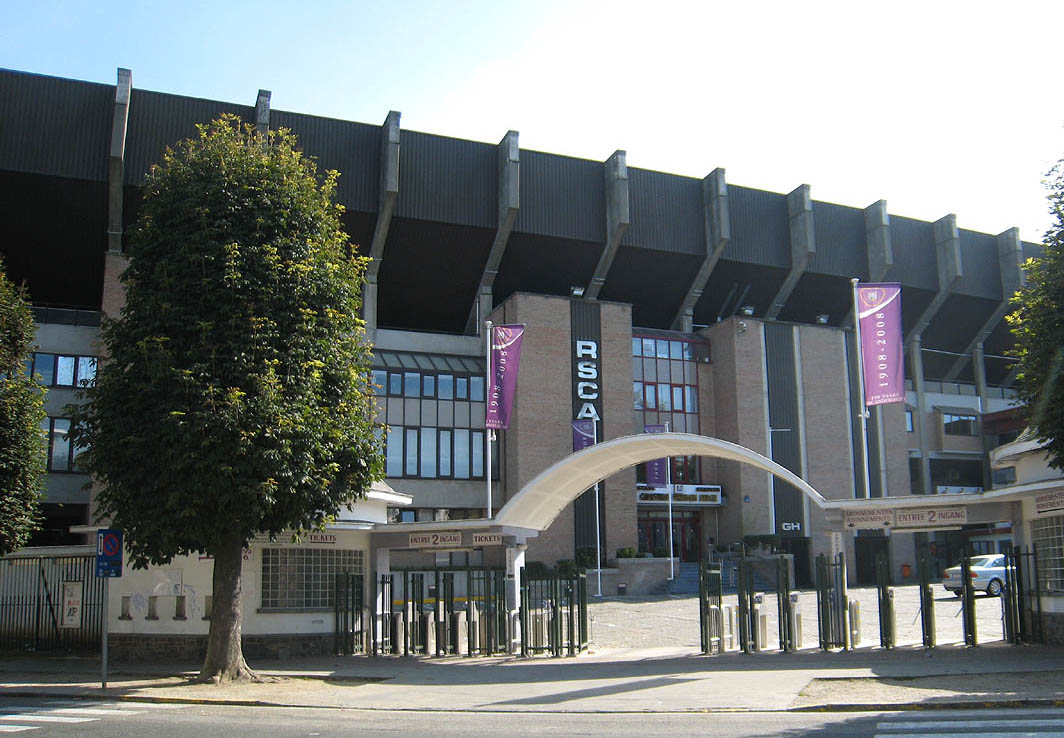

ملعب كونستانت فاندن ستوك هو ملعب كرة قدم في بلدية آندرلخت، بروكسل. وهو يعد الملعب الرئيسي لنادي آندرلخت. الملعب من أقدم الملاعب في أوروبا حيث افتتح سنة 1917. لكن في عام 1983 اعيد بنائه واتخذ اسم رئيس النادي الراحل كونستانت فاندن ستوك. يتسع لجلوس 28,063 شخص.

## وصلات خارجية
- (بالروسية) معلومات وصور